# تتراسایکلین‌ها

ساختار شیمیایی عمومی تتراسایکلین‌ها که در آن ۴ حلقه اصلی سازنده این آنتی‌بیوتیک‌ها (A, B، C, D) مشخص شده‌است.

تتراسایکلین‌ها (انگلیسی: Tetracycline antibiotics) خانواده‌ای از آنتی‌بیوتیکهای باکتریواستاتیک هستند که در مقابل باکتری‌های مختلف گرم منفی و گرم مثبت، مایکو پلاسماها، کلامیدیاها و ریکتزیاها فعال می‌باشند. این داروها با اتصال به ریبوزوم از پروتئین سازی جلوگیری می‌کنند. تتراسایکلین‌های گوناگون (مانند تتراسایکلین، داکسی سایکلین، مینوسایکلین، اکسی تتراسایکلین و…) فعالیت ضد میکروبی مشابه ولی خواص فارماکولوژیک متفاوت دارند.

## ساختار
همان‌طور که از نام تتراسیکلین‌ها بر می‌آید، این داروها شامل چهار حلقه سیکلیک با سه گروه R مختلف می‌باشند.

## موارد مصرف
این داروها در درمان بیماری‌های عفونی مانند برونشیت مزمن، عفونت‌های ناشی از بروسلا، کلامیدیا، مایکوپلاسما، ریکتزیا و نیز در درمان آکنه ولگاریس و افوزیون پلورال ناشی از سیروز یا بیماری‌های بدخیم مصرف می‌شوند.

## دگرگشت دارو در بدن
۷۵ درصد دارو از راه خوراکی جذب می‌شود که این مقدار در حضور غذا کاهش می‌یابد. غلظت سرمی دارو ۳–۲ روز پس از مصرف به حد درمانی می‌رسد. پس از جذب به‌خوبی در اغلب بافت‌ها و مایعات بدن منتشر می‌شود. دفع دارو عمدتاً کلیوی است، اما از راه صفرا نیز دفع می‌شود.

## عوارض جانبی
تهوع، استفراغ، اسهال، عفونت ثانویه ناشی ازمیکروارگانیسم‌های مقاوم و به ندرت واکنش‌های آلرژیک با مصرف این دارو گزارش شده‌است. سردرد و اختلالات بینایی ممکن است نشانه افزایش فشار داخل جمجمه باشند. همچنین درد، قرمزی، تورم و سایر علایم تحریک با مصرف موضعی این دارو گزارش شده‌است. از عوارض مهم این دسته ازوفاژیت مربوط به انهاست که بعد از مصرف توصیه می‌شود تا ۱ ساعت بعد از مصرف دراز نکشند.
عموماً سمیت تتراسایکلین‌ها کم است، اما از بین بردن فلور طبیعی دستگاه گوارش است می‌تواند منجر به اسهال شود و رشد بیش از حد قارچ‌ها و باکتریهای مقاوم به دارو را باعث می‌شود. اشکال دوم قهوه‌ای و زرد شدن دندان‌های جنین و کودکان کم سن و سال است که ناشی از رسوب دارو بر روی دندان‌های در حال رشد می‌باشد. تتراسایکلین‌ها باعث دفع شدید یون کلسیم می‌شوند، به همین دلیل مصرف خانواده تتراسایکلین‌ها (تتراسیکلین، داکسی سایکلین، اکسی تتراسایکلین، مینوسایکلین و…) در زنان باردار و کودکان زیر هشت سال ممنوع می‌باشد.